# Cerkiew Wniebowstąpienia Pańskiego w Wielamowiczach
Cerkiew Wniebowstąpienia Pańskiego – prawosławna cerkiew parafialna w Wielamowiczach na Białorusi, w dekanacie brzeskim rejonowym eparchii brzeskiej i kobryńskiej egzarchatu Białoruskiego Patriarchatu Moskiewskiego.

## Historia
Świątynię wzniesiono w 1868 r. w miejscu poprzedniej unickiej cerkwi. Udział w budowaniu wzięli mieszczanie z guberni czernihowskiej: I. Zawienka, W. Chmielnikow, G. Nazarow i I. Titow podpisując umowę 1 sierpnia 1865 r. Architektem prawdopodobnie był I. Kalankiewicz.
W czasie II wojny światowej cerkiew została uszkodzona. W latach 2007–2011 została odrestaurowana pod kierownictwem jereja Anatola Paszkiewicza i poświęcona 18 czerwca 2011 r.

## Architektura
Świątynia została zbudowana w stylu bizantyjsko-rosyjskim z cegły na planie krzyża, orientowana w kolorach ścian – odcienie żółcieni i zieleni. Obiekt składa się z czterej części (wieża-dzwonnica, łącznik, transept, apsyda). Dzwonnica-wieża zawiera w sobie trzy kondygnacje (dolna czworoboczna z kokosznikami, środkowa i górna są ośmioboczne). Całość jest zwieńczona cebulastą złotą kopułą. Dach łącznika jest dwuspadowy, a dach centralnej części – namiotowy z osadzoną na nim jedną większą pozłoconą kopułą i czterema mniejszymi. Apsyda jest półkolista, a jej dach złocony. Na elewacji świątyni występują różne zdobienia i rzeźbienia.